# Borsbeek
Borsbeek ist ein Stadtbezirk im Süden von Antwerpen. Bis Ende 2024 war Borsbeek eine selbstständige Gemeinde mit zuletzt 11.379 Einwohnern (Stand 1. Januar 2024). Zum 1. Januar 2025 wurde es nach Antwerpen eingemeindet.
Das Stadtzentrum Antwerpens liegt etwa fünf Kilometer nordwestlich und Brüssel 40 Kilometer südlich.
Die nächsten Autobahnabfahrten befinden sich bei Antwerpen am südlichen Autobahnring, bei Slijkhoek an der A1/E 19 und bei Wommelgem an der A13/E 34.
In Mortsel befindet sich der nächste Regionalbahnhof und in Antwerpen halten auch überregionale Schnellzüge.
Der in unmittelbarer nähe der Gemeinde liegende Flughafen Antwerpen ist der nächste Regionalflughafen und der Flughafen Brüssel National nahe der Hauptstadt Brüssel ist ein Flughafen von internationaler Bedeutung.
Am 28. Januar 2022 gab die Gemeinde bekannt, dass sie 2025 der zehnte Bezirk der Stadt Antwerpen werden wird. Bei einer Volksbefragung in Borsbeek im September 2023 stimmten 77 % der Teilnehmer gegen die geplante Fusion. Dieses Ergebnis war jedoch nicht bindend und im Dezember 2023 stimmten die Gemeinderäte von Antwerpen und Borsbeek  der Fusion ihrer Kommunen zu. Im Zuge der Fusion wurde Antwerpen von der flämischen Landesregierung einen Zuschuss über 50 Mio. € zugesagt, von dem 4 Mio. € direkt an den neuen Stadtbezirk Borsbeek fließen sollen.
Die St.-Jakobus-Kirche von Borsbeek liegt am Jakobsweg nach Galicien im Nordwesten Spaniens. Die andere Pfarrkirche am Tirolerhof im Westen von Borsbeek ist Jan Berchmans gewidmet. Borsbeek liegt am Koudebeek, was auf Deutsch kalter Bach bedeutet.

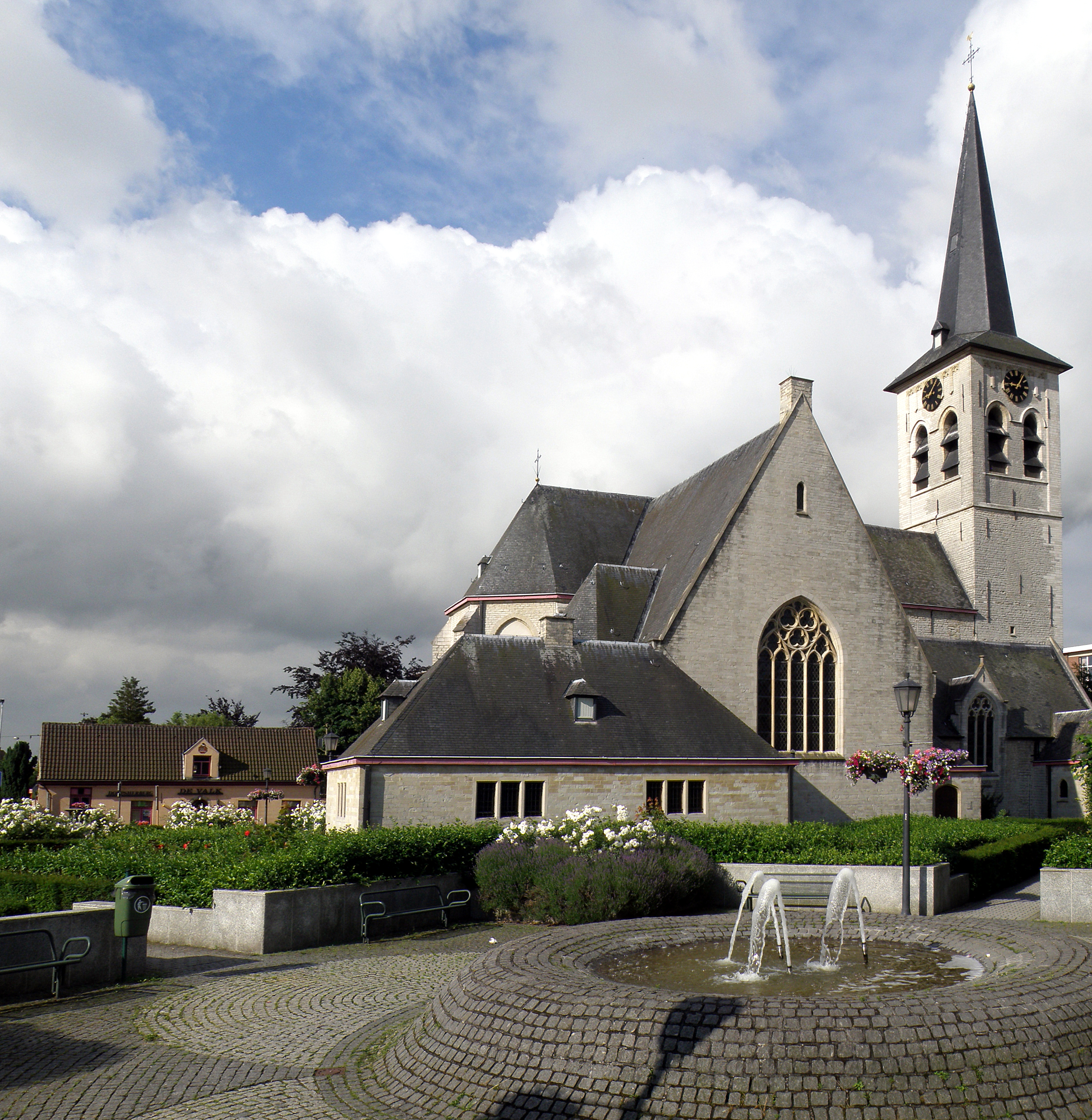
St.-Jakobus-Wallfahrts- und Pfarrkirche von Borsbeek.

## Persönlichkeiten
- Senne Lynen (* 1999), Fußballspieler